# Hans Gelderblom (Baumeister)

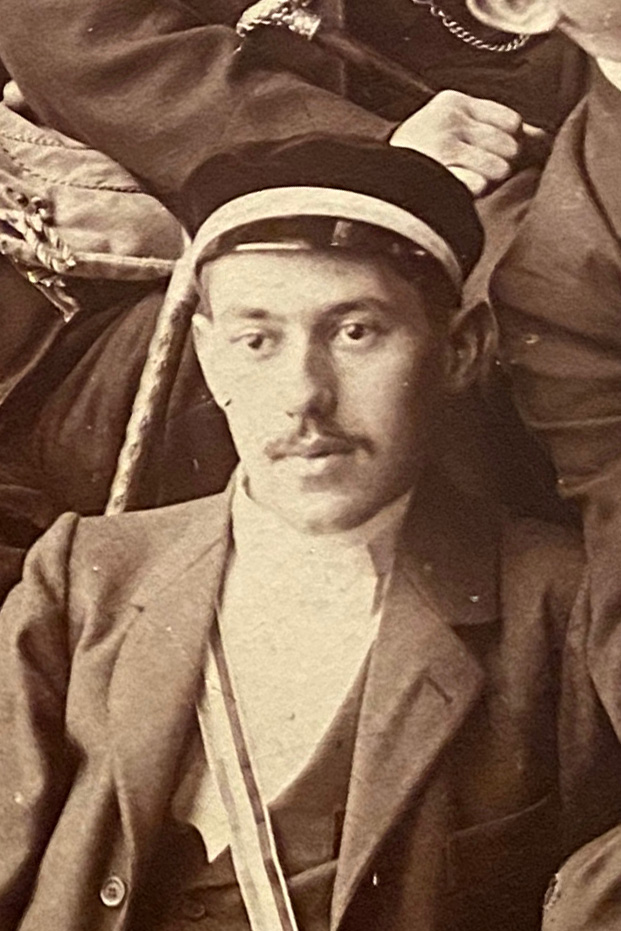
Hans Gelderblom als Student, 1899

Hans Gelderblom (* 18. März 1879 in Steele; † 22. September 1966 in Minden) war ein deutscher Baumeister.

## Leben
Als Sohn des Hauptlehrers Friedrich Gelderblom besuchte Hans Gelderblom die Grund- und Oberschule in Steele und Mönchengladbach. Er studierte dann an den Technischen Hochschulen Darmstadt und Charlottenburg. In Darmstadt stiftete er mit Kommilitonen den örtlichen Wingolf. 1907 wurde der Dip.-Ing. Hans Gelderblom nach der großen Staatsprüfung zum Regierungsbaumeister ernannt.
Hans Gelderblom trat in den preußischen Staatsdienst ein mit Stationen in den Hochbauverwaltungen Hersfeld und Schubin. 1910 bis 1915 arbeitete er im Polizeipräsidium in Berlin, um dann das Staatshochbauamt in Genthin zu leiten. 1927 übernahm er als Regierungsbaurat die Leitung des Dezernats für Hochbau bei der Regierung in Minden, und später wurde ihm dort als Oberregierungs- und Oberbaurat das Generaldezernat des gesamten Bauwesens einschließlich der Denkmalpflege und des neuen Naturschutzdezernats übertragen. Damit war er auch zuständig für die bauliche Betreuung des Mindener Domes. 1935 trat er in den Aufsichtsrat der Ravensberger Heimstättengesellschaft in Bielefeld ein. 1946 trat er in den Ruhestand.
Als Ruheständler setzte Hans Gelderblom sich voll für den Wiederaufbau des zerstörten Mindener Domes ein und übernahm die Leitung des Bauausschusses des 1946 gegründeten Mindener Dombauvereins, wobei seine Verbindungen zu den staatlichen Stellen von großem Vorteil waren. Auf Grund seiner Verdienste machte ihn der Mindener Geschichts- und Museumsverein 1962 zu seinem Ehrenmitglied und verlieh ihm 1964 zu seinem 85. Geburtstag seine höchste Auszeichnung, die Nicolaus-Meyer-Medaille. Gleichzeitig wurde er mit dem Ehrenring der Stadt Minden ausgezeichnet. Damit war er der erste Träger des Rings. 1954 wurde ihm das Bundesverdienstkreuz I. Klasse verliehen.
Daneben engagierte sich Hans Gelderblom in der Evangelischen Kirche von Westfalen. Von 1948 bis 1954 war er Presbyter der Simeonsgemeinde in Minden. Von 1949 bis 1961 war er Mitglied des Synodalvorstandes der Inneren Mission. Daneben gehörte er dem Amt für Kirchenbau und kirchliche Kunst der Evangelischen Kirche von Westfalen an.